# Аскаров, Тендик Аскарович
Тендик Аскарович Аскаров (18 декабря 1937, с. Конур-Огуз, Токтогульский район, Киргизская ССР — 5 марта 2019, Бишкек) — киргизский литературный критик, литературовед, государственный и общественный деятель, заслуженный деятель культуры Кыргызстана (1995), доктор философских наук, профессор, был депутатом 4-х созывов Верховного Совета Киргизской ССР, председателем Верховного совета Киргизской ССР, член Союза писателей СССР (с 1965 года). Автор 400 научных, научно-публицистических работ, среди них 16 монографий, 1 учебное пособие, 4 сборника статей, 9 брошюр.

## Краткая биография
Тендик Аскаров родился в селе Конур-Огуз Токтогульского района Киргизской ССР. В родном селе окончил семилетнюю школу, затем во Фрунзе (ныне Бишкек) — среднюю школу № 5 им. А. С. Пушкина. С 1955 года учился в Киргизском государственном университете на филологическом факультете, по окончании которого был принят в аспирантуру АН Киргизской ССР. В 1964 году, после завершения курса аспирантуры, Аскаров защитил диссертацию по теме «Эстетическая природа художественной условности в литературе» и получил учёную степень кандидата философских наук.
С декабря 1963 по сентябрь 1967 года Аскаров — младший научный сотрудник, учёный секретарь Института философии и права АН Киргизской ССР, заместитель редактора еженедельной газеты «Кыргызстан маданияты». В 1971—1986 годах являлся первым секретарём Союза писателей Киргизии.

## Творчество
Печатался с 1957 года. Его работы, посвящённые актуальным вопросам литературной критики и марксистско-ленинской эстетики, выходили отдельными изданиями, публиковались в республиканских газетах, в журналах «Дружба народов», «Вопросы литературы», «Ала-Тоо», «Литературный Киргизстан».

## Статьи, рецензии, очерки

### на русском языке
- Аскаров Т. Повесть о герое (О повести «Чолпонбай» Самохина Ф. И.) // Комсомолец Киргизии : газета. — 1958. — 14 ноября.
- Аскаров Т. У истоков киргизской прозы // Литературный Киргизстан : журнал. — 1959. — № 4.
- Аскаров Т. За активность литературной критики // Литературный Киргизстан : журнал. — 1962. — № 5.
- Аскаров Т. Литературная условность и условные схемы // Литературный Киргизстан : журнал. — 1963. — № 2.
- Аскаров Т. За активное вмешательство в творческую жизнь // Вопросы литературы : журнал. — 1963. — № 2.
- Аскаров Т. Поэтическая эстафета // Комсомолец Киргизии : газета. — 1963. — 22 ноября.
- Аскаров Т. Рассказ о матери и её сыне // Советская Киргизия : газета. — 1964. — 18 сентября.
- Аскаров Т. «Земля — это сердце моё» // Дружба народов : журнал. — 1965. — № 6.
- Аскаров Т. Возмужание героя // Дружба народов : журнал. — 1966. — № 4.
- Аскаров Т. К проблеме эстетического // Известия АН. Кирг. ССР. — 1966. — № 2.
- Аскаров Т. Прекрасное — в быт народа // Советская Киргизия. — 1968. — 8 августа (№ 2).

## Отдельные издания

### на киргизском языке
- Аскаров Т. В мире художественных образов. — Фрунзе: Кыргызстан, 1967. — 152 с.

### на русском языке
- Аскаров Т. Эстетическая природа художественной условности в литературе (Автореферат диссертации на соискание учёной степени кандидата философских наук). — 1964. — С. 23.
- Аскаров Т. Эстетическая природа художественной условности в литературе. — Фрунзе: Илим, 1966. — 157 с.